# 阿尔内迪略
阿尔内迪略，是西班牙拉里奥哈自治区的一个市镇。总面积48平方公里，总人口442人（2001年），人口密度9人/平方公里。